# جون أوجاردن
جون أوجاردن (بالنرويجية البوكمول: Jon Øigarden)‏ هو ممثل نرويجي، ولد في 1971 في النرويج.

## وصلات خارجية
- جون أوجاردن على موقع IMDb (الإنجليزية)
- جون أوجاردن على موقع ألو سيني (الفرنسية)
- جون أوجاردن على موقع أول موفي (الإنجليزية)
- جون أوجاردن على موقع قاعدة بيانات الأفلام السويدية (السويدية)
- جون أوجاردن على موقع قاعدة بيانات الفيلم (الإنجليزية)
- جون أوجاردن على موقع كينوبويسك (الروسية)